# Kajakarstwo na Letnich Igrzyskach Olimpijskich 2012 – K-4 1000 m mężczyzn
K-4 1000 metrów mężczyzn to jedna z konkurencji w kajakarstwie klasycznym rozgrywanych podczas Letnich Igrzysk Olimpijskich 2012. Kajakarze rywalizowali między 7 a 9 sierpnia na torze Dorney Lake.

## Rekordy
|                   | Reprezentacja | Czas     | Data             | Miejsce |
| ----------------- | ------------- | -------- | ---------------- | ------- |
| Rekord świata     | Niemcy        | 2:47.734 | 19 sierpnia 2011 | Segedyn |
| Rekord olimpijski | Niemcy        | 2:51.528 | 30 lipca 1996    | Atlanta |

## Terminarz
| Data            | Godzina |            |
| --------------- | ------- | ---------- |
| 7 sierpnia 2012 | 9:30    | Eliminacje |
| 7 sierpnia 2012 | 11:01   | Półfinały  |
| 9 sierpnia 2012 | 9:48    | Finały     |

## Wyniki

### Eliminacje
Najszybsza załoga awansuje bezpośrednio do finału. Przegrani przechodzą do półfinału.
Wyniki:
Bieg 1
| Pozycja | Tor | Zawodnicy                                                       | Państwo  | Czas     | Uwagi |
| ------- | --- | --------------------------------------------------------------- | -------- | -------- | ----- |
| 1       | 4   | Peter Gelle Martin Jankovec Erik Vlček Juraj Tarr               | Słowacja | 2:55.173 | Q     |
| 2       | 5   | Marcus Groß Norman Bröckl Tim Wieskötter Max Hoff               | Niemcy   | 2:56.987 |       |
| 3       | 7   | Kim Wraae Knudsen René Holten Poulsen Emil Stær Kasper Bleibach | Dania    | 3:05.134 |       |
| 4       | 6   | Traian Neagu Toni Ioneticu Ștefan Vasile Ionel Gavrilă          | Rumunia  | 3:12.371 |       |
| 5       | 3   | Milenko Zorić Ervin Holpert Aleksandar Aleksić Dejan Terzić     | Serbia   | 3:21.437 |       |

Bieg 2
| Pozycja | Tor | Zawodnicy                                                   | Państwo   | Czas     | Uwagi |
| ------- | --- | ----------------------------------------------------------- | --------- | -------- | ----- |
| 1       | 3   | Zoltán Kammerer Dávid Tóth Tamás Kulifai Dániel Pauman      | Węgry     | 2:54.153 | Q     |
| 2       | 6   | Daniel Havel Lukáš Trefil Josef Dostál Jan Štěrba           | Czechy    | 2:54.267 |       |
| 3       | 5   | Tate Smith Dave Smith Murray Stewart Jacob Clear            | Australia | 2:59.789 |       |
| 4       | 4   | Ilja Miedwiediew Anton Wasiljew Anton Riachow Oleg Żestokow | Rosja     | 3:04.781 |       |
| 5       | 7   | Zhang Hongpeng Zhou Peng Shen Jie Huang Zhipeng             | Chiny     | 3:14.234 |       |

### Półfinał
Sześć najszybszych ekip awansuje do finału.
Wyniki:
| Pozycja | Tor | Zawodnicy                                                       | Państwo   | Czas     | Uwagi |
| ------- | --- | --------------------------------------------------------------- | --------- | -------- | ----- |
| 1       | 3   | Tate Smith Dave Smith Murray Stewart Jacob Clear                | Australia | 2:52.505 | Q     |
| 2       | 4   | Marcus Groß Norman Bröckl Tim Wieskötter Max Hoff               | Niemcy    | 2:53.575 | Q     |
| 3       | 5   | Daniel Havel Lukáš Trefil Josef Dostál Jan Štěrba               | Czechy    | 2:53.984 | Q     |
| 4       | 7   | Ilja Miedwiediew Anton Wasiljew Anton Riachow Oleg Żestokow     | Rosja     | 2:54.303 | Q     |
| 5       | 2   | Traian Neagu Toni Ioneticu Ștefan Vasile Ionel Gavrilă          | Rumunia   | 2:55.027 | Q     |
| 6       | 6   | Kim Wraae Knudsen René Holten Poulsen Emil Stær Kasper Bleibach | Dania     | 2:56.003 | Q     |
| 7       | 8   | Milenko Zorić Ervin Holpert Aleksandar Aleksić Dejan Terzić     | Serbia    | 2:56,346 |       |
| 8       | 1   | Zhang Hongpeng Zhou Peng Shen Jie Huang Zhipeng                 | Chiny     | 3:00.315 |       |

### Finał
Wyniki:
| Pozycja | Tor | Zawodnicy                                                       | Państwo   | Czas     |
| ------- | --- | --------------------------------------------------------------- | --------- | -------- |
| złoto   | 3   | Tate Smith Dave Smith Murray Stewart Jacob Clear                | Australia | 2:55.085 |
| srebro  | 4   | Zoltán Kammerer Dávid Tóth Tamás Kulifai Dániel Pauman          | Węgry     | 2:55.699 |
| brąz    | 2   | Daniel Havel Lukáš Trefil Josef Dostál Jan Štěrba               | Czechy    | 2:55.850 |
| 4       | 6   | Marcus Groß Norman Bröckl Tim Wieskötter Max Hoff               | Niemcy    | 2:56.172 |
| 5       | 8   | Kim Wraae Knudsen René Holten Poulsen Emil Stær Kasper Bleibach | Dania     | 2:56.542 |
| 6       | 5   | Peter Gelle Martin Jankovec Erik Vlček Juraj Tarr               | Słowacja  | 2:56.771 |
| 7       | 7   | Ilja Miedwiediew Anton Wasiljew Anton Riachow Oleg Żestokow     | Rosja     | 2:57.375 |
| 8       | 1   | Traian Neagu Toni Ioneticu Ștefan Vasile Ionel Gavrilă          | Rumunia   | 2:58.223 |